# Johann Nepomuk Hoechle
Johann Nepomuk Hoechle (16 septembre 1790, Munich - 12 décembre 1835, Vienne) est un peintre et lithographe autrichien spécialisé dans les scènes militaires et d'actualité.

## Biographie
Son père était Johann Baptist Hoechle (1754-1832), un artiste suisse qui devint plus tard peintre à la cour des Habsbourg. Lorsqu'il était encore enfant, il fut apprenti chez le graveur Ferdinand Kobell qui mourut peu de temps après, en 1799. L'année suivante, son père l'emmena à Vienne. De 1804 à 1808, il est inscrit à l'Académie des Beaux-Arts, où il étudie la peinture d'histoire avec Heinrich Friedrich Füger  et la peinture de paysage avec Michael Wutky. Sa carrière ultérieure de peintre de scènes militaires a probablement été influencée par l’artiste français Ignace Duvivier (1758-1832), que Hoechle a rencontré lors de son séjour à Vienne.
C'est peut-être ce qui a inspiré Hoechle, en 1809, pour réaliser des croquis de la bataille d'Essling depuis une colline proche de Heiligenstadt. Il est retrouvé et arrêté par des soldats français qui pensent qu'il est un espion : ces soldats allaient l'abattre. Heureusement, il parlait français et a été capable de convaincre le commandant qu'ils faisaient erreur.
En 1814, après des études d'art militaire, il réalise d'autres croquis sur les scènes d'événements majeurs pour le compte de l'empereur autrichien François Ier. Son œuvre la plus importante de cette époque est une représentation de la traversée des Vosges à la suite de la défaite de Napoléon à la bataille de Leipzig.
En 1819, il accompagne l'entourage de l'empereur en Italie, puis en 1820, il assiste à d'importantes manœuvres militaires en Hongrie. La même année, il réalise un portrait de Ludwig van Beethoven et, peu de temps après la mort du compositeur en 1827, réalise un croquis détaillé du lieu de sa mort au "Schwarzspanierhaus".
En 1833, il est choisi pour succéder à son père en tant que peintre de la cour, et meurt deux ans plus tard.

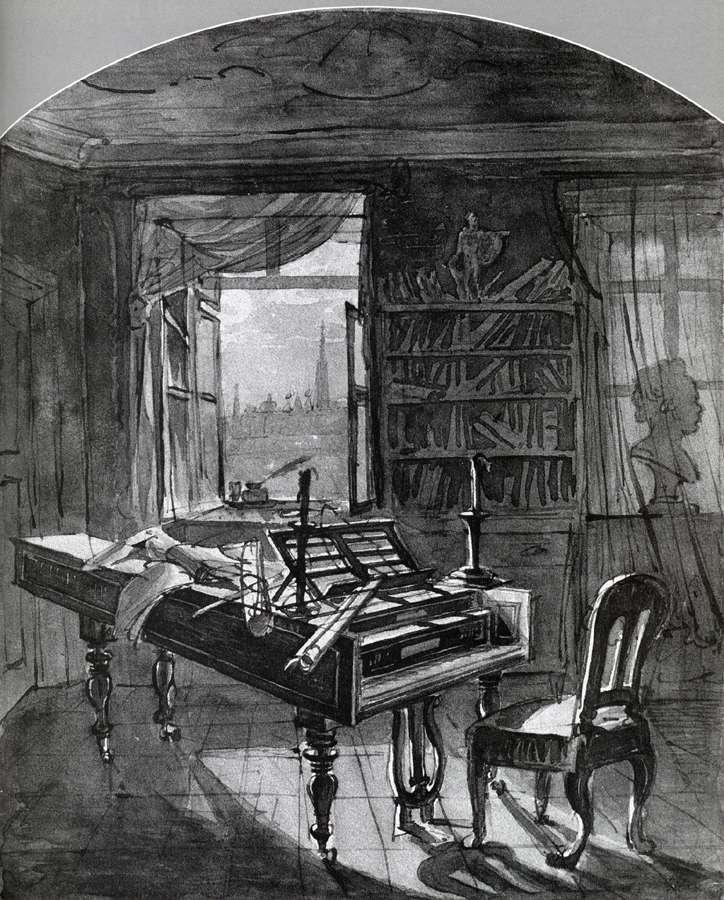
Étude du lieu de vie de Beethoven à la Schwarzspanierhaus.
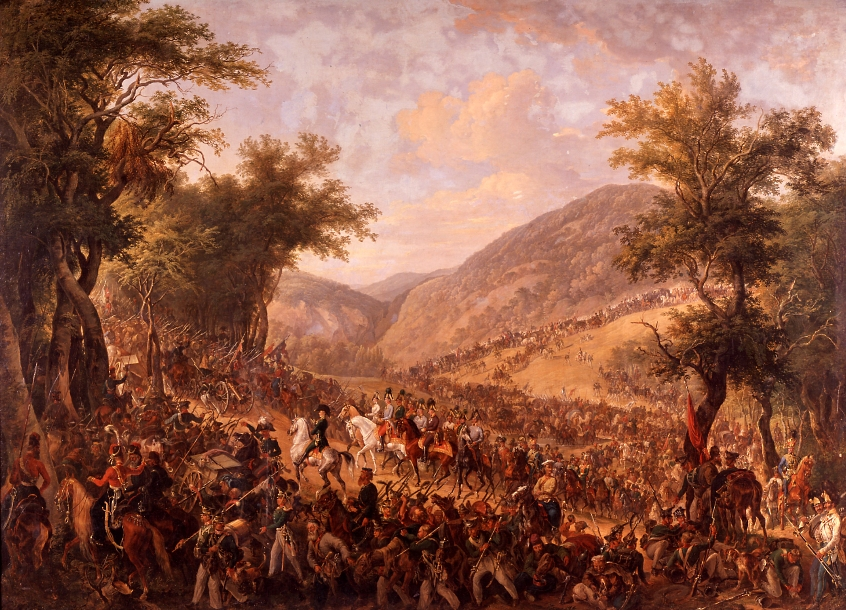
La traversée des Vosges.